# Фридрих Крафт фон Хоенлое-Пфеделбах
Фридрих Крафт фон Хоенлое-Пфеделбах (на немски: Friedrich Kraft zu Hohenlohe-Pfedelbach; * 27 ноември 1623 в Пфеделбах; † 7 април 1681 в Пфеделбах) е граф на Хоенлое-Валденбург-Пфеделбах.
Той е големият син на граф Лудвиг Еберхард фон Хоенлое-Валденбург-Пфеделбах и Глайхен (1590 – 1650) и съпругата му Доротея фон Ербах (1593 – 1643), дъщеря на граф Георг III фон Ербах и Мария фон Барби-Мюлинген. По-малкият му брат е граф Хискиас (1631 – 1685).

## Фамилия
Фридрих Крафт се жени на 18 май 1657 г. в Леонберг за принцеса Флориана Ернестина (Ернеста) фон Вюртемберг-Вайлтинген (* 8 май 1623 във Вайлтинген; † 5 декември 1672 в Пфеделбах), дъщеря на херцог Юлиус Фридрих фон Вюртемберг-Вайлтинген и принцеса Анна Сабина фон Шлезвиг-Холщайн-Зондербург. Те имат пет деца, които умират като бебета:
- Еберхард Фридрих Ернст (1659 – 1659)
- Христиан Албрехт (1660 – 1660)
- Силвиус Ернст (1663 – 1663)
- Фридерика Флориана (1664 – 1665)
- Филипа Шарлота Йохана (1667 – 1668)